# Bojong (Purbalingga)
Bojong is een bestuurslaag in het regentschap Purbalingga van de provincie Midden-Java, Indonesië. Bojong telt 4944 inwoners (volkstelling 2010).